# Grand Combin de la Tsessette
Grand Combin de la Tsessette – szczyt w Alpach Pennińskich, w masywie Grand Combin. Leży w Szwajcarii w kantonie Valais, niedaleko granicy z Włochami. 